# Ian White
Ian White (Stoke-on-Trent, 17 augustus 1970) is een Engelse darter. Nadat hij debuteerde bij de BDO, stapte hij in 2010 over naar de PDC.

## Carrière
In 2009 won Ian White de Antwerp Open, Denmark Open en de English National Championship. Hij kwalificeerde zich in 2010 voor de BDO World Darts Championship, waar hij in de eerste ronde met 3-0 verloor van Stephen Bunting. Kort daarna stapte Ian White over naar de PDC.

### PDC
In zijn eerste jaar bij de PDC bereikte hij de halve finale van een Pro Tour evenement in Dublin, maar door een tekort van £100 kon hij niet deelnemen aan de PDC World Championship in 2011.
Tijdens de Players Championship Finals 2013 bereikte Ian White de kwartfinale. Het toernooi daarna, het PDC World Darts Championship 2014, haalde hij eveneens de kwartfinale. Hierin verloor hij met het kleinste verschil van de Australiër Simon Whitlock.

## Resultaten op wereldkampioenschappen

### BDO
- 2010: Laatste 32 (verloren van Stephen Bunting 0–3)

### PDC
- 2012: Laatste 64 (verloren van Robert Thornton met 1–3)
- 2013: Laatste 64 (verloren van Mark Webster met 1–3)
- 2014: Kwartfinale (verloren van Simon Whitlock met 4-5)
- 2015: Laatste 32 (verloren van Kim Huybrechts met 3-4)
- 2016: Laatste 64 (verloren van Dimitri Van den Bergh met 1–3)
- 2017: Laatste 16 (verloren van Peter Wright met 1-4)
- 2018: Laatste 32 (verloren van Gerwyn Price met 1-4)
- 2019: Laatste 64 (verloren van Devon Petersen met 2-3)
- 2020: Laatste 64 (verloren van Darius Labanauskas met 1-3)
- 2021: Laatste 64 (verloren van Kim Huybrechts met 1-3)
- 2022: Laatste 32 (verloren van Gary Anderson met 3-4)
- 2024: Laatste 96 (verloren van Tomoya Goto met 1-3)
- 2025: Laatste 32 (verloren van Luke Littler met 1-4)

## Resultaten op de World Matchplay
- 2012: Laatste 16 (verloren van Phil Taylor met 3-13)
- 2013: Laatste 16 (verloren van Andy Hamilton met 7-13)
- 2014: Laatste 16 (verloren van Michael van Gerwen met 4-13)
- 2015: Kwartfinale (verloren van Michael van Gerwen met 13-16)
- 2016: Laatste 16 (verloren van Peter Wright met 6-11)
- 2017: Laatste 32 (verloren van Rob Cross met 7-10)
- 2018: Laatste 16 (verloren van Mensur Suljović met 8-11)
- 2019: Laatste 16 (verloren van Stephen Bunting met 12-14)
- 2020: Laatste 32 (verloren van Joe Cullen met 12-13)
- 2021: Laatste 16 (verloren van Michael van Gerwen met 8-11)